# Buļļu sala
L'ile de Buļļi (en letton : Buļļu sala) ou île de Daugavgriva (en letton : Daugavgrīvas sala) est une île à Rīga en Lettonie.

## Présentation
Buļļu sala est située entre le golfe de Riga et Bullupi, à l'embouchure des fleuves Daugava et Lielupe et c'est la plus grande île de Lettonie. 
Administrativement, elle fait partie des voisinages de Daugavgrīva et Buļļi.

## Géographie
L'île mesure 8,5 km de long, et un à deux kilomètres de large pour une superficie d'environ 13 km².
Son altitude moyenne est de 2 à 4 m, et son point culminant est à 14 m. 
Elle est située dans la partie sud du golfe de Riga entre l'estuaire du Daugava à l'est, l'estuaire du Lielupe à l'ouest et la Buļļupi au sud. 
Le long de la côte, il y a une plage de sable de 30 à 80 m de large et une bande de dunes en monticule de 250 à 400 m de large. Les parties centrale et occidentale de l'île sont principalement boisées, la partie orientale est bâtie. 
Dans la partie centrale de l'île, du côté de Bullupe, se trouve une petite baie de Ziemelupe, qui est un bras mort de la rivière Lielupe, qui jusqu'au fin du XVIIe et au début du XVIIIe siècle se jetait à cet endroit dans le golfe de Riga.
L'île abrite la réserve naturelle de Daugavgrīva de 163 ha créée le 20 mai 1988.